# Den som på färden genom livet
Den som på färden genom livet är en psalmtext som översatt till svenska av Elis Sjövall. Sången 8 verser. Den finska texten är av Pauli Luodonpää, Jumalan rauhan rinnassansa, som publicerad i tidningen Siionin Lähetyslehti 9/1936.
Melodin är en variation av en folkmelodi. C-dur, 6/8.

## Publicerad i
- Sions Sånger 1951 nr 16
- Sions Sånger 1981, nr 86 under rubriken "Guds nåd i Kristus".
- Sions Sånger och Psalmer nr 24